# Parafia św. Bartłomieja w Lipowej
Parafia św. Bartłomieja w Lipowej – parafia rzymskokatolicka w Lipowej, należąca do dekanatu Radziechowy, diecezji bielsko-żywieckiej.

## Historia
Po raz pierwszy wzmiankowana została w spisie świętopietrza parafii dekanatu Oświęcim diecezji krakowskiej z lat 1346–1358 w zapisach Lipowa (1350), Lippowa, Lipova, Lippow. Początkowo i przejściowo należała do powstałego ok. 1350 roku dekanatu Pszczyna. W XVI wieku wraz z Cięciną włączona została do parafii w Radziechowach. Reerygowana w 1896.